# Slush (evenemang)
Slush är ett teknologi- och uppstartsevenemang som har anordnats i Helsingfors varje år sedan år 2008. De första åren höll man till i Kabelfabriken. Sedan år 2014 har evenemanget arrangerats i Mässcentret i Böle i Helsingfors. Mässan sammanför företagsledare och investerare från hela världen med uppstartsföretag, och är världens största evenemang i sitt slag.
År 2019 lockade Slush 25 000 deltagare.
Slush organiseras av en icke-vinstdrivande organisation som består av investerare, företagare, studerande och frivilliga. Slush grundades ursprungligen av Peter Vesterbacka, som stod bakom spelet Angry Birds, och juristen Timo Airisto.
Sedan år 2015 har Slush också ordnat liknande evenemang på andra håll i världen, bland annat i Tokyo och Shanghai.